# Inspire & Impact Network
Inspire & Impact Network je česká vlivová síť, kterou v roce 2021 založila vrcholová manažerka a expertka na lidské zdroje Renata Mrázová. Cílem této platformy je aktivně otevírat a řešit klíčová témata spojená s postavením žen v byznysu, jako jsou rovné platové podmínky, finanční gramotnost žen, flexibilita pracovních úvazků pro matky či mentoring. 
Mezi významné členky Inspire & Impact Network patří například Simona Kijonková, zakladatelka Zásilkovny, Taťána le Moigne, bývalá ředitelka české pobočky Googlu, a Dita Formánková z organizace Czechitas. V roce 2021 platforma spustila expertní databázi, která zájemkyním za poplatek nabízí přístup k vrcholovým manažerkám a odbornicím na technologie a leadership. 
Inspire & Impact Network se zaměřuje na podporu žen v podnikání a managementu, usiluje o zvýšení zastoupení žen ve vrcholových pozicích a snaží se o změnu v přístupu k diverzitě a inkluzi v českém byznysovém prostředí.